# Laboratorio 1
Laboratorio 1 je kompilacijski album talijanskog DJ-a Gigija D'Agostina koji je izdan 2004.

## Popis pjesma
1. Molto Folk - Canto Do Mar [Gigi D'Agostino Pescatore Mix]
2. Gigi D'Agostino - Complex [Breve Ma Intenso]
3. DJ Pandolfi - Main Title/The Kiss [Gigi D'Agostino & Pandolfi Mix]
4. Elettrogang - Once Upon A Time
5. Luca Noise - Traffico [Gigi D'Agostino & Luca Noise Mix]
6. Gigi D'Agostino - The Rain [Gigi D'Agostino & Pandolfi Mix]
7. Limmatstreet  - Precious Little Diamond
8. Gigi D'Agostino - Sonata [Cantando Ballando]
9. La Tana Del Suono - Nascendo
10. Gigi D'Agostino - Voyage
11. Molto Folk - Love